# Abbaye de Valbonne (Argelès-sur-Mer)
Pour les articles homonymes, voir Abbaye de Valbonne.
L’abbaye de Valbonne (ou Vallbona, en latin : Vallis-bona, espagnol : Valbuena, italien : Valbona ou Valbonna) est un ancien monastère cistercien situé dans un vallon du massif des Albères, sur le territoire de la commune d'Argelès-sur-Mer dans le département des Pyrénées-Orientales. L'abbaye a été désaffectée dès le XVIIIe siècle, les vestiges font aujourd'hui partie du Mas de Vallbona, une propriété privée.

## Histoire
Le vallon dans laquelle se trouve l'abbaye de Valbonne appartenait, dès le IXe siècle à l'abbaye Saint-Cyr de Colera située sur le versant sud du massif des Albères. Cette possession incluait l'église de Torreneules, située dans un vallon voisin. Au XIIIe siècle, l'abbaye de Colera vend le vallon à l'abbaye Sainte-Marie de Fontfroide.
Les moines de cette dernière abbaye fondèrent l'abbaye cistercienne de Valbonne, laquelle est consacrée en 1242. Il s'y établit dès lors une petite communauté de douze moines environ. En 1293 le roi de Majorque Jacques II donne à l'abbaye un droit de pâturage sur tout son vallon. Au XVe siècle, les moines de l'abbaye quittent les Albères et intègrent l'hôpital Saint-Guillaume de Perpignan. Ils ne retournèrent à l'abbaye qu'au XVIe siècle. L'isolement eut raison de la communauté qui abandonne finalement l'abbaye en 1734.

## Architecture
Le Mas de Valbonne présente plusieurs vestiges de l'ancienne abbaye. On reconnait, avant tout, les restes d'une enceinte fortifiée, flanquée d'une tour cylindrique au sud. La plupart des bâtiments ont été intégrés au mas. On trouve un patio, à côté de l'église, qui semble avoir été l'emplacement d'un cloître, dont il ne reste que peu de traces.
L'église abbatiale
Les restes de l'église abbatiale se trouvent au centre des bâtiments du Mas de Valbonne. Seule la nef est encore intacte, l'abside et le transept étant détruits. La nef est voûtée en ogives, elle est de petites dimensions (environ 16 m de longueur). On peut encore voir la trace des murs de l'abside, qui était semi-circulaire et orientée vers le levant. Le style architectural de l'église est en transition entre le roman tardif et le premier gothique, un style caractéristique du XIIe siècle.
Sculptures
Il reste, dans l'église et dans le mas quelques éléments sculptés, la plupart en marbre. Un bénitier, font baptismal, et des restes du cloître. Toutes ces sculptures sont empreintes d'une grande sobriété, caractéristique de l'art cistercien.